# De mol in het belspel
De mol in het belspel was de tweede aflevering van de reeks Basta, die vanaf januari 2011 op Eén werd uitgezonden. Basta was een humoristisch programma van Neveneffecten, waarin hedendaagse problemen op een humoristische manier werden aangekaart.
De tweede aflevering van deze reeks werd uitgezonden op 17 januari 2011 en ging in op de verdachte strategieën van het zogenaamde belspel, uitgezonden op commerciële zenders. Als reactie op deze uitzending haalden de commerciële zenders de belspelletjes uit de programmering.

## De aflevering
Nadat Neveneffecten een vacature vond voor belspelpresentator, gingen ze op zoek naar de geschikte persoon. Dit was een infiltrant die voor een half jaar als belspelpresentator wilde werken: Maxime De Winne. Zijn opdracht was zo veel mogelijk informatie te verzamelen over de strategie van de belspelletjes. Na de nodige coaching en veel oefening slaagde hij dan ook voor de screentest.
Het tweede deel van de aflevering ging over het koninklijk besluit uitgevaardigd door de federale regering. Hierdoor zouden de belspelletjes eerlijk moeten verlopen. Ze toonden undercover-beelden van de opleiding over dit Koninklijk Besluit die de belspelpresentator moet volgen. Zo werd daar bijvoorbeeld gemeld dat ze eigenlijk de wet op gokspelen al overtraden omdat minderjarigen kunnen deelnemen. Ze leren hun presentator te balanceren op de grens tussen legaal en illegaal. Ook gingen de mannen van Neveneffecten in de zoo op zoek naar enkele dieren die iedereen zogezegd zou moeten kennen. Van de 12 dieren waar ze naar op zoek waren vonden ze er twee, waarvan "één" in het restaurant.
In het derde deel van de aflevering probeerden ze via de formele weg de belspelletjes te verbieden, wat in Nederland al het geval is. Zo gingen ze langs bij de staatssecretaris voor coördinatie van fraudebestrijding die te kennen gaf dat er weer een verstrenging van de regelgeving op handen was (de tweede), maar dat toen de regering is gevallen en dit niet behoort tot de lopende zaken. Vervolgens gingen ze naar de Kansspelcommissie, die heeft als taak op te treden als controle-orgaan en kan eventueel sancties opleggen. Maar deze konden niets doen omdat de belspelletjes de wet net niet overtreden.
In het vierde deel van de aflevering trad Gaëtan de Weert ten tonele. In de belspelletjes waar men werkt met cijfers, maken de makers gebruik van een rekensleutel. Dit is een manier waarop de getallen geïnterpreteerd moeten worden om een juiste berekening te kunnen maken en zodoende het juiste antwoord te vinden. De eerste rekensleutel waar men gebruik van maakte was al eens gekraakt, maar aan de huidige rekensleutel was reeds naar schatting 2 miljoen euro verdiend. De Weert is de persoon die deze eerste rekensleutel gekraakt had. Op het moment dat Neveneffecten met hem in contact kwam, was hij al negen maanden op zoek naar de huidige rekensleutel. Dit deed hij door alle opgaven en uitkomsten (die ze op het einde van de aflevering moeten tonen) nauwkeurig bij te houden en in te brengen in een zelfgecreëerd computerprogramma. Ondertussen kreeg De Winne, als ethicus, het moeilijk met zijn geweten. Ook de reacties van zijn omgeving op zijn job kwamen hard aan.
In het vijfde en laatste deel van de aflevering volgde de ontknoping. Op de laatste werkdag van De Winne als belspelpresentator zou De Weert, dankzij de rekensleutel waar hij anderhalf jaar aan bezig was geweest, de juiste oplossing doorbellen en zodoende het spel winnen. Het was de taak van De Winne om een microfoon in de regiekamer van de belspelletjes te smokkelen om hun reactie te kunnen horen. Na een manuele poging rekenden ze toch op De Weerts computerprogramma. Maar dan moesten ze nog binnengeraken in de telefooncentrale. Nadat dit was gelukt, bleek hun antwoord toch niet correct te zijn. De Weert vermoedde dat de bedenkers van de opgave een fout hadden gemaakt; volgens zijn berekeningen gebeurde dit in één op zes opgaven. De vraag was nu: kon De Weert aan de hand van de berekeningen voorspellen waar de bedenkers van de opgave een fout hadden gemaakt? Bij de tweede poging was het getal juist.
In november 2011 ontving De Weert zijn prijzengeld.